# 和田蒲公英
和田蒲公英（学名：Taraxacum stanjukoviczii）是菊科蒲公英属的植物。分布在哈萨克斯坦、伊朗、吉尔吉斯斯坦、阿富汗以及中国大陆的新疆等地，生长于海拔3,000米至4,000米的地区，多生长在河谷草甸和洼地，目前尚未由人工引种栽培。